# Боргаро Торинезе
Бо̀ргаро Торинѐзе (на италиански: Borgaro Torinese; на пиемонтски: Borghi, Борги) е град и община в Метрополен град Торино, регион Пиемонт, Северна Италия. Разположен е на 254 m надморска височина. Към 1 януари 2020 г. населението на общината е 11 931 души, от които 505 са чужди граждани.

## Култура

### Религиозни центрове
- Католическа енорийска църква „Св. св. Козма и Дамян“ (Chiesa dei Santi Cosma e Damiano), 2008 г.
- Католическа църква „Успение Богородично“ (Chiesa di Santa Maria Assunta), нач. на 18 век
- Католическа цъква на Непорочното зачатие (Chiesa dell′Immacolata Concezione), 1979 г.
- Католически параклис „Св. св. Козма и Дамян“ (Cappella dei Santi Cosma e Damiano), 14 век